# ميخائيل لومباردي
ميخائيل لومباردي هو رائد أعمال كندي، ولد في 1964 في كندا.